# Подъяблонский, Иван Валерьевич
Иван Валерьевич Подъяблонский (07.08.1983–08.10.2023) – российский военнослужащий, младший лейтенант, командир мотострелкового взвода мотострелковой роты 254-го гвардейского мотострелкового полка 144-й гвардейской мотострелковой дивизии 20-й гвардейской общевойсковой армии Западного военного округа.
Герой России (2024, посмертно).

## Биография
Выпускник ГБОУ Школа №1467 .
В 2004 году окончил Московский колледж художественных ремесел по специальности изготовитель художественных изделий из дерева.
В октябре 2022 года мобилизован в ряды ВС РФ.
С 17 февраля 2023 года принимал участие в российском вторжении на Украину.
Погиб, получив несовместимые с жизнью осколочные ранения. 
Указом президента Российской Федерации от 22 января 2024 года за героизм, мужество и отвагу, проявленные при исполнении воинского долга, присвоено звание Героя Российской Федерации (посмертно).

## Награды
- Герой России (2024)
- Медаль «За отвагу»
- Медаль «За боевые отличия»

## Память
23 февраля 2024 года мэр Москвы Сергей Собянин заявил, что в честь Ивана Подъяблонского будет установлена мемориальная доска на ул. Скульптора Мухиной.
8 мая 2024 года в школе № 1467 был открыт мемориальный стенд.